# عادل بن عطية
عادل بن عطية (بالفرنسية: Adel ben Attia)‏ ولد في 11 جوان 1970]] في سليانة في تونس. هو سياسي تونسي. هو عضو في حركة النهضة ذات التوجه الإسلامي.

كان نائبا في المجلس الوطني التأسيسي وذلك بعد انتخابه في انتخابات 23 أكتوبر 2011 وحتى 2014 عن حركة النهضة في دائرة سليانة الانتخابية.

## السيرة الذاتية
```
[[ولد عادل بن عطية في 11/06/1970 بولاية سليانة وكانت دراسته في المراحل الأولى منقسمة بين موريتانيا و تونس تحديدا ولاية سليانة ولكنه إستقر بعد ذلك في سليانة وتابع دراسته الثانوية بسليانة حيث تحصل على شهادة البكالوريا إختصاص آداب سنة 1994. بعد ذلك إلتحق بكلية الحقوق بسوسة وتحصل على الأستاذية في القانون العام سنة 2000.
```

```
في سنة 1987 إنخرط في حركة النهضة. في سنة 1991 سجن لمدة 3 سنوات وعند خروجه تجمد نشاطه إلى ما بعد الثورة. و استانف نشاطه السياسي بعد الثورة التونسية ضمن حزب 
حركة النهضة
 و انتخب عضوا بالمجلس الوطنى التاسيسي عن ولاية سليانة]]
```

هو متزوج و اب  لطفلين

## مقالات ذات صلة
- حركة النهضة (تونس).
- النائب عادل بن عطية يهدد بالاستقالة من المجلس الوطني التأسيسي
- عادل بن عطية عضو بالمجلس التأسيسي عن حركة النهضة مهدد بالقتل
- النائب عادل بن عطية لعلي لعريض ان لم تجدوا الدواء

## روابط خارجية
- http://majles.marsad.tn/deputes/4f4fbcf3bd8cb56157000068 السيرة الذاتية لعادل بن عطية على موقع مرصد المجلس الوطني التأسيسي] التابع لمنظمة البوصلة.